# Гунајка
Гунајка (рус. Гунайка) малена је река на југу европског дела Руске Федерације. Протиче преко југозападних делова Краснодарске покрајине, односно преко њеног Туапсиншког рејона. Десна је и највећа притока реке Пшиш која је једна од значајнијих левих притока реке Кубањ. Припада басену Азовског мора. 
Укупна дужина водотока је 24 km, а површина сливног подручја око 155 km².